# Amenthes (Gradfeld)
Das Amenthes-Gradfeld gehört zu den 30 Gradfeldern des Mars. Sie wurden durch die United States Geological Survey (USGS) festgelegt. Die Nummer ist MC-14, das Gradfeld umfasst das Gebiet von 225° bis 270° westlicher Länge und von 0° bis 30° südlicher Breite.
Der Name stammt leitet sich von Amenthes, dem Totenreich der altägyptischen Mythologie ab. Das Gradfeld enthält das Isidis-Becken, einen Ort, an dem  durch den Mars Reconnaissance Orbiter wo Magnesiumkarbonate gefunden wurden. Dieses Mineral zeigt an, dass es dort Wasser gab und dieses nicht sauer/säurehaltig war. Der  Lander Beagle 2 sollte im Dezember 2003 im  östlichen Teil von Isidis Planitia landen, aber der Kontakt ging im Landeanflug verloren. Im Januar 2015 meldete die NASA, dass Beagle 2 dort (11° 31′ 35,4″ N, 90° 25′ 46,2″ O) gefunden wurde.